# Count Dracula (1977)
Count Dracula ist ein britischer Fernsehfilm von Regisseur Philip Saville aus dem Jahr 1977 mit Louis Jourdan und Frank Finlay in den Hauptrollen. Es ist eine Verfilmung des Romans Dracula von Bram Stoker, die von der BBC produziert und von der BBC 2 am 22. Dezember 1977 zum ersten Mal ausgestrahlt wurde.

## Handlung
England im 19. Jahrhundert: Lucy Westenras Schwester Mina verabschiedet sich von ihrem Verlobten Jonathan Harker, der nach Transsylvanien fährt, um dem Grafen Dracula Immobilien in England zu verkaufen. Als er gegenüber Einheimischen in Transsylvanien den Namen Dracula erwähnt, erbleichen diese und fordern ihn auf, umzukehren. Harker muss mit einem anonymen Kutscher zu Draculas Schloss fahren. Am Tore des Schlosses wird Jonathan Harker von Dracula persönlich begrüßt.
Jonathan Harker soll einen Monat bleiben, um dem Grafen Englisch beizubringen. Dracula ist zwar höflich und galant, aber auch geheimnisvoll und finster. Harker glaubt zu halluzinieren, als er Dracula einmal nicht im Spiegel sehen kann. In einer der nächsten Nächte sieht er Dracula wie eine Fledermaus an der Fassade des Schlosses herumklettern. Wieder glaubt er seinen Sinnen nicht. An einem weiteren Abend tauchen Draculas Bräute auf. Diese lassen erst von Harker ab, als Dracula erscheint und ihnen ein Baby überlässt. Als Harker das Schloss erkundet, findet er die Frauen und auch Dracula in einem Sarg schlafend und will diesen mit einer Schaufel töten – allerdings ohne Erfolg.

Hauptdarsteller Louis Jourdan

In England besuchen Mina und Lucy die Stadt Whitby am Meer. Unter ihren Freunden sind Quincey Holmwood (Lucys Verlobter) und Dr. John Seward, Leiter einer Nervenklinik. Unter Sewards Patienten ist der Irre Renfield, der Dracula fürchtet und verehrt. Mina und Lucy werden Zeugen eines Sturmes, der das ausländische Schiff „Demeter“ aufbringt. Auf diesem Schiff ist Dracula nach England gereist. Mina folgt später einer schlafwandelnden Lucy zum Friedhof, wo diese in Draculas Armen liegt. Lucy selbst wird des Nachts von Dracula aufgesucht, der ihr Blut trinkt, und sie wird bleich und schwach. Jonathan kommt geschwächt und bleich in einem Kloster in Budapest zu sich.
Seward nimmt Kontakt mit seinem Freund Abraham Van Helsing auf, der Lucy untersuchen soll. Van Helsing erkennt die Gefahr durch den Vampir und schützt ihr Schlafzimmer mit Knoblauch.
Nachdem Lucy „stirbt“ und sich damit vollständig in einen Vampir verwandelt, töten Seward und Holmwood sie. Van Helsing stopft der Leiche den Mund mit Knoblauch voll und hackt ihren Kopf ab.
Harker, Van Helsing, Seward und Holmwood begeben sich in die Carfax Abbey, um dort die Särge Draculas unbrauchbar zu machen. Renfield erkennt, dass Dracula Mina besucht, und versucht diese und Dr. Seward zu warnen. Dracula tötet Renfield. Van Helsing und Seward finden Mina vor, wie sie das Blut Draculas aus dessen Brust trinkt. Dracula verschwindet.
Der Graf flieht in sein Schloss zurück, indem er seinen Sarg von Zigeunern transportieren lässt, verfolgt von Van Helsing und Mina. In den Wäldern Transsylvaniens werden Van Helsing und Mina von Draculas Bräuten attackiert, aber van Helsing kann diese vernichten. Harker, Seward und Holmwood müssen mit Zigeunern, die Dracula beschützen wollen, kämpfen. Kurz vor Sonnenuntergang gelingt es Van Helsing, Dracula einen Holzpflock ins Herz zu rammen und ihn damit zu töten.

## Rezeption
Die Reaktionen der Kritiker waren mehrheitlich positiv.
Filmhistoriker Stuart Galbraith IV nannte Count Dracula eine der besten Verfilmungen des Romans. Die Besetzung sei exzellent. Die Darstellung von Frank Finlay und Louis Jourdan lobte er besonders.
Kritiker Steve Calvert nannte die Verfilmung eine der besten, wenn nicht die beste Verfilmung des Stoffs.
In seinem Buch Hollywood Gothic: The Tangled Web of Dracula from Novel to Stage to Screen nennt David J. Skal Count Dracula „die erfolgreichste und sorgfältigste Adaption des Romans“.
Brett Cullum von DVD Verdict kritisierte die Spezialeffekte des Films, die er als Reinfall bezeichnete. Allerdings lobte er die schauspielerischen Leistungen.
In der Kritik im Guardian war Nancy Banks-Smith nicht zufrieden. Die Darstellung Jourdans, der mehr Wert auf den Liebhaber lege als auf den Dämon, sei nicht gelungen.
Auf der Mystery-Website baharna.com wird die Inszenierung als atmosphärisch und die Nähe zur Romanvorlage als Stärke hervorgehoben. Kritisiert werden die teilweise überhelle Ausleuchtung, die als unzeitgemäß empfundene Musikuntermalung sowie das Fehlen einzelner Schlüsselszenen, etwa der Überfahrt der Demeter. Auch die geringe Ausarbeitung einiger Nebenfiguren und kleinere Abweichungen vom Roman – darunter die veränderte Todesszene Draculas – werden angemerkt. Die starke Texttreue wird sowohl als Vorzug als auch dramaturgisches Hindernis beurteilt.
Das britische Online-Magazin TalkingPix bezeichnete den Film als „unentdeckten Klassiker“ und lobte insbesondere die atmosphärische Bildsprache sowie die symbolisch aufgeladene Inszenierung. Regisseur Philip Saville sei es gelungen, dramaturgische Schwächen der Romanvorlage – wie lange romantische Passagen und das Fehlen einer finalen Konfrontation – filmisch überzeugend zu umgehen. Louis Jourdan interpretiere die Figur des Dracula als tragischen und zugleich charmanten Charakter, dessen Darstellung stilvoll und subtil erotisch wirke. Auch die Produktionstechnik wurde hervorgehoben: Die Inszenierung biete überzeugende Spezialeffekte und eine für BBC-Verhältnisse aufwändig wirkende Ausstattung.

## Verschiedenes
Die Handlung ist enger an die des Romans angelehnt als bei den meisten anderen Adaptionen, wobei Straffungen und Abweichungen von der Romanvorlage hauptsächlich auf Vereinfachung zielen. So werden Mina und Lucy als Schwestern eingeführt; die beiden Figuren Arthur Holmwood und Quincey P. Morris sind zu einer einzigen Figur (Quincey Holmwood) verschmolzen; diese trägt die Züge von Quincey P. Morris.
Trotz prominenter Besetzung und Würdigung als eine der originalgetreuesten Adaptionen wurde der Film nie auf Deutsch ausgestrahlt und ist hierzulande nur einem kleinen Kreis bekannt.